# خرازان
خّرازان، روستایی از توابع بخش مرکزی شهرستان تفرش در استان مرکزی ایران است.
در لغتنامه دهخدا آمده‌است:
خرازان دهی است جزء دهستان تفرش بخش طرخوران شهرستان اراک. واقع در ۹هزارگزی شمال خاوری طرخوران و ۹هزارگزی راه مالرو عمومی. این ناحیه کوهستانی و سردسیر و دارای ۳۷۵ تن سکنهٔ فارسی‌زبان است. آب آن از قنات و محصولاتش: غلات، گردو، بادام و بنشن است. اهالی بکشاورزی و گله داری گذران می‌کنند و راه آن مالرو است. عده ای از آنجا جهت تأمین معاش برای کارگری بطهران می‌روند. مزارع مکان و روازک جزء این ده منظور شده‌است. (از فرهنگ جغرافیایی ایران ج ۲)

## جمعیت
این روستا در دهستان خرازان قرار دارد و براساس سرشماری مرکز آمار ایران در سال ۱۳۸۵، جمعیت آن ۴۷ نفر (۲۴خانوار) بوده‌است.